# Superliga Austríaca de Basquetebol de 2022-23
A Temporada da Liga Austríaca de Basquetebol de 2022-23, oficialmente Win2day Basketball Superliga por razões de patrocinadores, foi a 76ª edição da competição de primeiro nível do basquetebol masculino na Áustria. À partir de 20 de abril de 2022 a liga passou a se chamar "win2day Basketball Superliga" em virtude de seu novo patrocinador e direitos de "naming rights".
Ao término da temporada 2021-22 a equipe BC GGMT Vienna sagrou-se campeão conquistando seu segundo título austríaco e defende seu título na atual temporada.

## Clubes participantes
| Clube                        | Cidade         | Arena                      | Capacidade |
| ---------------------------- | -------------- | -------------------------- | ---------- |
| Arkadia Traiskirchen Lions   | Traiskirchen   | Lions Dome                 | 1 200      |
| BC GGMT Vienna               | Viena          | Wiener Stadthalle B        | 1 000      |
| BK IMMOunited Dukes          | Klosterneuburg | Happyland Klosterneuburg   | 1 000      |
| COLDAMARIS BBC Nord Dragonz  | Eisenstadt     | Allsportzentrum Eisenstadt |            |
| Kapfenberg Bulls             | Kapfenberg     | Sporthalle Walfersam       | 1 000      |
| CITIES Panthers Fürstenfeld  | Fürstenfeld    | Stadhalle Fürstenfeld      | 1 200      |
| Raffeisen Flyers Wels        | Wels           | Raiffeisen Arena           | 1 700      |
| SKN St. Pölten Basketball    | Sankt Pölten   | Sport Zentrum              | 1 000      |
| OCS Swans Gmunden            | Gmunden        | Volksbank Arena            | 2 200      |
| UBSC Raiffeisen Graz         | Graz           | Raiffeisen Sportpark Graz  | 3 000      |
| UNGER STEEL Gunners Oberwart | Oberwart       | Sporthalle Oberwart        | 1 700      |
| Vienna DC Timberwolves       | Viena          | Wiener Stadthalle B        | 1 000      |

## Tabela

### Rodadas 1 a 22
| ↓ Casa\Visitante →           | TRA   | VIE    | DUK   | FÜR   | DRA    | KAP   | WEL    | STP    | GMU    | GRZ    | OBE    | WOL    |
| ---------------------------- | ----- | ------ | ----- | ----- | ------ | ----- | ------ | ------ | ------ | ------ | ------ | ------ |
| Arkadia Traiskirchen Lions   |       | 77-100 | 85-67 | 97-61 | 91-66  | 61-69 | 72-85  | 92-84  | 80-110 | 87-65  | 77-88  | 94-59  |
| BC GGMT Vienna               | 87-69 |        | 84-78 | 99-78 | 109-58 | 87-65 | 101-91 | 76-71  | 92-95  | 108-76 | 90-96  | 85-65  |
| BK IMMOunited Dukes          | 71-77 | 63-69  |       | 80-57 | 81-61  | 76-52 | 76-74  | 69-74  | 73-79  | 87-72  | 74-62  | 67-58  |
| CITIES Panthers Fürstenfeld  | 81-77 | 91-96  | 76-85 |       | 102-51 | 77-67 | 80-85  | 69-76  | 71-100 | 71-75  | 86-100 | 100-59 |
| COLDAMARIS BBC Nord Dragonz  | 91-88 | 71-103 | 86-85 | 69-77 |        | 75-77 | 98-107 | 77-87  | 75-104 | 74-84  | 78-70  | 79-73  |
| Kapfenberg Bulls             | 89-87 | 69-77  | 67-85 | 77-68 | 88-70  |       | 77-72  | 92-46  | 70-84  | 79-81  | 72-80  | 75-82  |
| Raffeisen Flyers Wels        | 91-69 | 78-81  | 80-77 | 95-66 | 99-74  | 73-60 |        | 87-61  | 87-98  | 78-70  | 80-85  | 97-68  |
| SKN St. Pölten Basketball    | 76-75 | 81-92  | 72-58 | 77-67 | 87-85  | 86-80 | 80-71  |        | 74-73  | 67-69  | 79-80  | 74-59  |
| OCS Swans Gmunden            | 90-67 | 82-95  | 98-76 | 93-71 | 101-48 | 96-77 | 87-67  | 103-72 |        | 90-78  | 92-76  | 106-52 |
| UBSC Raiffeisen Graz         | 93-85 | 77-93  | 95-69 | 83-92 | 86-67  | 63-66 | 71-78  | 84-64  | 76-88  |        | 72-77  | 96-75  |
| UNGER STEEL Gunners Oberwart | 71-73 | 73-83  | 80-84 | 75-67 | 89-63  | 87-52 | 88-91  | 75-52  | 87-79  | 81-74  |        | 87-77  |
| Vienna DC Timberwolves       | 64-73 | 68-108 | 51-70 | 76-66 | 67-71  | 73-59 | 92-101 | 83-80  | 79-78  | 64-75  | 69-95  |        |

## Segunda fase

### Grupo A
| Pos | Equipe                       | J  | V  | D  | Pts | P+ / P-   | SP   |     | C/V    | VIE   | GMU   | OBE    | WEL     | SPO   | DUK |
| --- | ---------------------------- | -- | -- | -- | --- | --------- | ---- | --- | ------ | ----- | ----- | ------ | ------- | ----- | --- |
| 1   | OCS Swans Gmunden            | 32 | 27 | 5  | 36  | 2871/2420 | 451  | VIE |        | 79-80 | 64-79 | 104-72 | 92-81   | 85-70 |     |
| 2   | BC GGMT Vienna               | 32 | 27 | 5  | 34  | 2876/2442 | 434  | GMU | 88-82  |       | 81-84 | 91-68  | 85-73   | 91-77 |     |
| 3   | UNGER STEEL Gunners Oberwart | 32 | 19 | 13 | 23  | 2540/2432 | 108  | OBE | 73-76  | 79-84 |       | 61-72  | 81-69   | 68-72 |     |
| 4   | Raffeisen Flyers Wels        | 32 | 18 | 14 | 22  | 2665/2565 | 100  | WEL | 84-94  | 68-72 | 84-60 |        | 102-103 | 87-79 |     |
| 5   | SKN St. Pölten Basketball    | 32 | 14 | 18 | 17  | 2460/2578 | -118 | SPO | 70-100 | 82-83 | 99-72 | 97-98  |         | 87-66 |     |
| 6   | BK IMMOunited Dukes          | 32 | 14 | 18 | 17  | 2396/2425 | -29  | DUK | 73-85  | 85-90 | 67-81 | 73-63  | 83-79   |       |     |

### Grupo B
| Pos | Equipe                      | J  | V  | D  | Pts | P+ / P-   | SP   |     | C/V   | GRA   | TRA   | KAP    | FÜR    | DRA   | WOL |
| --- | --------------------------- | -- | -- | -- | --- | --------- | ---- | --- | ----- | ----- | ----- | ------ | ------ | ----- | --- |
| 1   | UBSC Raiffeisen Graz        | 32 | 19 | 13 | 28  | 2569/2475 | 94   | GRA |       | 74-65 | 76-81 | 101-77 | 101-80 | 89-48 |     |
| 2   | Kapfenberg Bulls            | 32 | 15 | 17 | 22  | 2435/2424 | 11   | TRA | 68-79 |       | 70-78 | 85-75  | 72-73  | 95-79 |     |
| 3   | Arkadia Traiskirchen Lions  | 32 | 13 | 19 | 17  | 2528/2546 | -18  | KAP | 87-96 | 94-54 |       | 101-71 | 98-92  | 70-72 |     |
| 4   | Vienna DC Timberwolves      | 32 | 10 | 22 | 13  | 2260/2602 | -342 | FÜR | 91-94 | 86-91 | 80-91 |        | 83-71  | 61-71 |     |
| 5   | CITIES Panthers Fürstenfeld | 32 | 9  | 23 | 12  | 2458/2646 | -188 | DRA | 70-75 | 63-91 | 55-93 | 72-78  |        | 66-96 |     |
| 6   | COLDAMARIS BBC Nord Dragonz | 32 | 7  | 25 | 9   | 2316/2819 | -503 | WOL | 68-69 | 87-84 | 72-63 | 77-82  | 77-87  |       |     |

## Playoffs

### Quartas de final
| Time 1                       | Série | Time 2                    | 1º Jogo | 2º Jogo | 3º Jogo  | 4º Jogo | 5º Jogo |
| ---------------------------- | ----- | ------------------------- | ------- | ------- | -------- | ------- | ------- |
| OCS Swans Gmunden            | 3 - 1 | Kapfenberg Bulls          | 93 - 65 | 80 - 83 | 103 - 74 | 72 - 57 | -       |
| Raffeisen Flyers Wels        | 3 - 2 | SKN St. Pölten Basketball | 71 - 67 | 72 - 80 | 67 - 60  | 78 - 90 | 81 - 75 |
| BC GGMT Vienna               | 3 - 0 | UBSC Raiffeisen Graz      | 89 - 82 | 75 - 67 | 93 - 74  | -       | -       |
| UNGER STEEL Gunners Oberwart | 1 - 3 | BK IMMOunited Dukes       | 92 -93  | 66 - 61 | 54 - 73  | 84 - 89 | -       |

### Semifinal
| Time 1            | Série | Time 2                | 1º Jogo | 2º Jogo | 3º Jogo | 4º Jogo | 5º Jogo  |
| ----------------- | ----- | --------------------- | ------- | ------- | ------- | ------- | -------- |
| OCS Swans Gmunden | 3 - 2 | Raffeisen Flyers Wels | 75 - 81 | 82 - 69 | 98 - 88 | 80 - 81 | 100 - 81 |
| BC GGMT Vienna    | 3 - 0 | BK IMMOunited Dukes   | 82 - 63 | 92 - 84 | 81 - 71 | -       | -        |

### Final
| Time 1            | Série | Time 2         | 1º Jogo | 2º Jogo | 3º Jogo | 4º Jogo | 5º Jogo |
| ----------------- | ----- | -------------- | ------- | ------- | ------- | ------- | ------- |
| OCS Swans Gmunden | 3 - 1 | BC GGMT Vienna | 87 - 67 | 67 - 79 | 75 - 67 | 83 - 79 | -       |

| Win2day Basketball Superliga 2022-23 |
| ------------------------------------ |
| OCS Swans Gmunden 6 º Título         |

## Clubes austríacos em competições internacionais
| Clube            | Competição        | Resultado                                                   |
| ---------------- | ----------------- | ----------------------------------------------------------- |
| Swans Gmunden    | Liga dos Campeões | Eliminado na fase classificatória para Bakken Bears (65-83) |
| Kapfenberg Bulls | Copa Europeia     | Eliminado na fase classificatória para SCMU Craiova (55-71) |